# 國ノ濱源逸
國ノ濱 源逸（くにのはま げんいつ、1906年7月3日 - 1986年12月20日）は、鹿児島県姶良郡（現・霧島市）出身で井筒部屋に所属した大相撲力士。本名は中馬 源逸（ちゅうま げんいつ）。現役時代の体格は身長170cm、体重109kg、得意手は押し。最高位は西前頭5枚目（1932年2月場所、3月場所）、血液型はB型。

## 略歴
1931年5月場所は幕下筆頭で4勝4敗の五分、10月場所は3勝3敗のこれまた五分の成績だったが、1932年1月の春秋園事件で協会に残ったために2月場所でラッキーな新入幕を果たした。しかし実力が昇進についていかなかったために、1933年1月場所では早々と十両に転落している。四股名を綾甲と改めて返り咲きを目指したものの、その夢を果たすことなく、三段目まで転落した1934年1月場所を最後に廃業した。

## 経歴
- 1925年5月 初土俵
- 1932年2月 新入幕
- 1934年1月 引退

## 戦績
- 幕内在位：4場所
- 幕内成績：8勝26敗6休 勝率.235

### 場所別成績
| 1923年 （大正12年） | x                 | x                   | （前相撲）            | x                  |
| 1924年 （大正13年） | 西序ノ口29枚目 –  | x                   | 西序二段44枚目 –      | x                  |
| 1925年 （大正14年） | 東序二段38枚目 –  | x                   | 西序二段15枚目 –      | x                  |
| 1926年 （大正15年） | 東序二段37枚目 –  | x                   | 西序ノ口筆頭 –        | x                  |
| 1927年 （昭和2年） | 東序二段49枚目 –  | 東序二段49枚目 –    | 西序二段4枚目 –       | 東序二段筆頭 –     |
| 1928年 （昭和3年） | 東三段目28枚目 –  | 東序二段11枚目 –    | 西三段目33枚目 –      | 西三段目33枚目 –   |
| 1929年 （昭和4年） | 西幕下33枚目 –    | 西幕下33枚目 –      | 西幕下13枚目 3–3      | 西幕下13枚目 1–2–3 |
| 1930年 （昭和5年） | 西幕下31枚目 –    | 西幕下31枚目 –      | 東幕下16枚目 –        | 東幕下16枚目 –     |
| 1931年 （昭和6年） | 東幕下6枚目 2–4   | 東幕下6枚目 5–1     | 東幕下筆頭 4–4        | 東幕下筆頭 3–3     |
| 1932年 （昭和7年） | 西前頭5枚目 3–5   | 西前頭5枚目 3–7     | 西前頭7枚目 2–9       | 西前頭7枚目 0–5–6  |
| 1933年 （昭和8年） | 東十両9枚目 0–9–2 | 東幕下10枚目 0–0–11 | 西三段目11枚目 引退 – | x                  |
| 各欄の数字は、「勝ち-負け-休場」を示す。 優勝 引退 休場 十両 幕下 三賞：敢=敢闘賞、殊=殊勲賞、技=技能賞 その他：★=金星 番付階級：幕内 - 十両 - 幕下 - 三段目 - 序二段 - 序ノ口 幕内序列：横綱 - 大関 - 関脇 - 小結 - 前頭（「#数字」は各位内の序列） |                   |                     |                       |                    |

- 幕下以下の地位は小島貞二コレクションの番付実物画像による。

## 改名歴
- 國ヶ濱→國ノ濱（1926年1月場所-）→綾甲（1933年1月場所-）